# سون هائو
سون هائو (۲۴۳ الی ژانویه یا فوریه ۲۸۴)، با نام محترم یوانزونگ، رسماً سون پنگزو با نام محترم هائوزونگ، چهارمین و آخرین امپراتور ووی شرقی در دوره سه امپراتوری بود. سون هائو پسر سون هه، وارث بلافصل یک زمانی سون کوان، بنیان‌نهای ووی شرقی بود. سون هائو پس از مرگ عمویش سون شیو به حاکمیت ووی شرقی رسید.